# Kike Barja
Kike Barja (Noáin, 1997. április 1. –) spanyol korosztályos válogatott labdarúgó, az Osasuna csatárja.

## Pályafutása

### Klubcsapatokban
Barja a spanyolországi Noáin községben született. Az ifjúsági pályafutását az Osasuna akadémiájánál kezdte.
2013-ban mutatkozott be az Osasuna tartalék, majd 2014-ben az első osztályban szereplő felnőtt keretében. Először a 2017. május 20-ai, Sevilla ellen 5–0-ra elvesztett mérkőzés 74. percében, Carlos Clerc cseréjeként lépett pályára. Első gólját 2018. január 17-én, a Valladolid ellen hazai pályán 4–2-es győzelemmel zárult találkozón szerezte meg.

### A válogatottban
Barja az U17-es, az U18-as és az U19-es korosztályú válogatottakban is képviselte Spanyolországot.

## Statisztikák
2022. december 21. szerint
| Klub     | Szezon   | Osztály          | Bajnokság | Bajnokság | Kupa és Ligakupa | Kupa és Ligakupa | Nemzetközi | Nemzetközi | Összesen | Összesen |
| Klub     | Szezon   | Osztály          | Meccs     | Gól       | Meccs            | Gól              | Meccs      | Gól        | Meccs    | Gól      |
| -------- | -------- | ---------------- | --------- | --------- | ---------------- | ---------------- | ---------- | ---------- | -------- | -------- |
| Osasuna  | 2016–17  | La Liga          | 1         | 0         | 0                | 0                | —          | —          | 1        | 0        |
| Osasuna  | 2017–18  | Segunda División | 19        | 1         | 1                | 0                | —          | —          | 20       | 1        |
| Osasuna  | 2018–19  | Segunda División | 34        | 3         | 1                | 0                | —          | —          | 35       | 3        |
| Osasuna  | 2019–20  | La Liga          | 8         | 0         | 2                | 0                | —          | —          | 10       | 0        |
| Osasuna  | 2020–21  | La Liga          | 33        | 2         | 4                | 4                | —          | —          | 37       | 6        |
| Osasuna  | 2021–22  | La Liga          | 21        | 2         | 3                | 0                | —          | —          | 24       | 2        |
| Osasuna  | 2022–23  | La Liga          | 7         | 1         | 2                | 0                | —          | —          | 9        | 1        |
| Összesen | Összesen | Összesen         | 123       | 9         | 13               | 4                | 0          | 0          | 136      | 13       |

## Sikerei, díjai
Osasuna
- Segunda División
  - Feljutó (1): 2018–19

## Fordítás
Ez a szócikk részben vagy egészben  a   Kike Barja című angol Wikipédia-szócikk fordításán alapul.  Az eredeti cikk szerkesztőit annak laptörténete sorolja fel. Ez a jelzés csupán a megfogalmazás eredetét és a szerzői jogokat jelzi, nem szolgál a cikkben szereplő információk forrásmegjelöléseként.